# Salix capensis
Salix capensis là một loài thực vật có hoa trong họ Liễu. Loài này được Thunb. miêu tả khoa học đầu tiên.